# Prix ibéro-américain d'humour graphique Quevedos
Le prix ibéro-américain d'humour graphique Quevedos (espagnol : Premio Iberoamericano de Humor Gráfico Quevedos) est un prix de bande dessinée biennal récompensant un auteur humoristique d'Amérique latine ou de la péninsule ibérique. Il est doté de 30 000 €, ce qui en fait l'un des prix de bande dessinée les plus lucratifs.
Conçu dans le cadre du programme d'humour graphique de l'université d'Alcalá à partir de 1995, année où le nom « quevedos » (« pince-nez ») est choisi pour le prix, son champ est plus précisément défini en collaboration avec les ministères chargés de la culture et des affaires étrangères du gouvernement espagnol. Le roi d'Espagne remet le prix au lauréat un ou deux ans après que celui-ci a été décerné.

## Lauréats
| Année | Lauréat         | Nationalité | Dates     |
| ----- | --------------- | ----------- | --------- |
| 1998  | Mingote         | Espagne     | 1919-2012 |
| 2000  | Quino           | Argentine   | 1932-2020 |
| 2002  | Chumy Chúmez    | Espagne     | 1927-2003 |
| 2004  | El Roto         | Espagne     | 1947-     |
| 2006  | Eduardo Ferro   | Argentine   | 1917-2011 |
| 2008  | Ziraldo         | Brésil      | 1932-2024 |
| 2010  | Máximo San Juan | Espagne     | 1933-2014 |
| 2014  | Forges          | Espagne     | 1942-2018 |
| 2018  | Hervi (es)      | Chili       | 1943-     |